# Пяна
Пяната е вещество, образувано от улавянето на джобчета (мехурчета) с газ в течност или твърдо тяло. Примери за пяна са гъбата за баня и горната част на халба, пълна с бира. При повечето видове пяна обемът на газа е по-голям, като тънки течни или твърди слоеве отделят областите с газ.
Твърдата пяна може да е със затворени или отворени клетки. При пяната със затворени клетки газът се образува в обособени джобове, всеки от които е напълно ограден от твърд материал. При пяната с отворени клетки газовите джобове са свързани един с друг. Пример за такава пяна е гъбата за баня, при която водата лесно преминава през цялото тяло, измествайки въздуха. Шалтето е пример за пяна със затворени клетки – газовите джобове за запечатани и отделени един от друг, така че то не може да се напои с вода.
Пяната е вид дисперсна среда. По принцип има наличен газ, така че тя е разделена на газови мехурчета с различен размер, които са отделени чрез течни региони, които могат да образуват тънки слоеве, които изтъняват с изтичането на течната фаза от системата. Когато мащабът е малък, например при много фина пяна, дисперсната среда може да бъде счетена за вид колоид.
Под пяна може да се разбира и нещо, което е аналогично на пяна, като например полиуретан, полистирен и други.

## Структура
В много случаи пяната е многомащабна система. Единият мащаб е този на самото мехурче: материалната пяна обикновено е неподредена и има различни размери на мехурчетата. При по-големи размери изследването на идеализираната пяна е тясно свързана с математическите проблеми на минималната повърхност и триизмерната теселация. В по-малък мащаб от мехурчето е дебелината на слоя при метастабилната пяна, която може да бъде сметната за мрежа от взаимосвързани слоеве. В идеалния случай, слоевете образуват тройни връзки и излизат на 120° навън от точките на свързване. В дори по-малък мащаб е интерфейсът течност-въздух при повърхността на слоя. През повечето време този интерфейс е стабилизиран от слой амфифилна структура, често съставен от повърхностно активни вещества или по-сложни съединения.

## Образуване
Няколко условия са нужни за образуването на пяна: нужна е механична работа, повърхностно активни вещества, които намаляват повърхностното напрежение, като допълнително е нужно образуването на пяна да е по-бързо от разпадането ѝ. За да се създаде пяна е нужна работа (W) за увеличаването на площта на повърхността (ΔA):
{\displaystyle W=\gamma \Delta A\,\!}
където γ е повърхностното напрежение.
Един от начините, по които пяната се образува, е чрез дисперсия, при която голямо количество газ се смесва с течност. По-научен метод за дисперсия включва инжектирането на газ през дупка в твърда стена към течност. Ако този процес се осъществи много бавно, тогава през отвора може да се изпуска по едно мехурче, както е показано на илюстрацията встрани.
Една от теориите за определяне на време за отделяне е представена по-долу. Обаче, докато тази теория предоставя теоретични данни, които съвпадат с данните от опитите, отделянето вследствие на капилярност е прието като по-добро обяснение.
Силата на плаваемостта спомага за издигането на мехурче:
{\displaystyle F_{b}=Vg(\rho _{2}-\rho _{1})\!}
където {\displaystyle V} е обемът на мехурчето, {\displaystyle g} е гравитационното ускорение, ρ1 е плътността на газа, а ρ2 е плътността на течността. Силата противодействаща на плаваемостта е тази повърхностното напрежение:
{\displaystyle F_{s}=2r\pi \gamma \!},
където γ е повърхностното напрежение, а {\displaystyle r} е радиусът на отвора. Докато повече въздух се подава към мехурчето, силата на плаваемост нараства по-бързо от силата на повърхностното напрежение. Отделянето възниква, когато силата на плаваемост е достатъчно голяма, за да преодолее силата на повърхностно напрежение.
{\displaystyle Vg(\rho _{2}-\rho _{1})>2r\pi \gamma \!}
Освен това, ако мехурчето се разглежда като сфера с радиус {\displaystyle R}, а обемът {\displaystyle V} се замести в уравнението по-горе, отделянето настъпва, когато
{\displaystyle R^{3}={\frac {3r\gamma }{2g(\rho _{2}-\rho _{1})}}\!}
Изследването на този феномен от гледна точка на капилярността за мехурче, което се образува много бавно, може да се счете, че налягането {\displaystyle p} в него е константа навсякъде. Хидростатичното налягане в течността се обозначава чрез {\displaystyle p_{0}}. Промяната в налягането по интерфейса между газа и течността е равно на капилярното налягане. Оттук,
{\displaystyle p-p_{0}=\gamma \left({\frac {1}{R_{1}}}+{\frac {1}{R_{2}}}\right)\!}
където R1 и R2 са радиусите на кривина и са положителни числа. В основата на мехурчето R3 и R4 са радиусите на кривината, които също са положителни числа. Тук хидростатичното налягане в течността зависи и от z, разстоянието от върха до основата на мехурчето. Новото хидростатично налягане в основата на мехурчето е p0(ρ1 − ρ2)z. Това налягане балансира капилярното налягане, което се извежда чрез:
{\displaystyle p-p_{0}-(\rho _{2}-\rho _{1})gz=\gamma \left({\frac {1}{R_{3}}}+{\frac {1}{R_{4}}}\right)\!}
Накрая, разликата между горното и долното налягане се равняват на промяната в хидростатичното налягане:
{\displaystyle (\rho _{2}-\rho _{1})gz=\gamma \left({\frac {1}{R_{1}}}+{\frac {1}{R_{2}}}-{\frac {1}{R_{3}}}-{\frac {1}{R_{4}}}\right)\!}
В основата на мехурчето, неговата форма е почти цилиндрична. Впоследствие, или R3, или R4 е голямо, докато другият радиус на кривината е малък. Докато основата на мехурчето расте по дължина, тя става все по-нестабилна, тъй като единият радиус расте, а другият се смлява. В определена точка, вертикалната дължина на основата надхвърля обиколката ѝ и поради силите на плаваемост мехурчето се отделя, а процесът се повтаря.

## Стабилизация
Стабилизацията на пяната се поддържа от силите на Ван дер Ваалс между молекулите на пяната, двойните електрически слоеве, създавани от диполярните повърхно стноактиви, и ефекта на Марангони, който играе ролята на възстановяваща сила по тънките стени. Ефектът на Марангони зависи от примесите в течността, образуваща пяната. Обикновено, повърхностно активните вещества в разтвора намаляват повърхностното напрежение. Те също се струпват заедно на повърхността и образуват слой.
За да настъпи ефекта на Марангони, пяната трябва да е вдлъбната, както е показано на първата картинка. Тази вдлъбнатина покачва локалната площ на повърхността. повърхностно активните вещества имат по-голямо време на дифузия, отколкото основната маса от разтвора, така че те са в по-малка концентрация при вдлъбнатината.
Също така разтягането на повърхността прави повърхностното напрежение във вдлъбнатината по-голямо от околната повърхност. Впоследствие, тъй като време за дифузия на повърхностно активните вещества е голямо, ефектът на Марангони има време да настъпи. Разликата в повърхностното напрежение създава градиент, който подбужда течността да тече от области с малко повърхностно налягане към такива с по-голямо повърхностно налягане. Втората картинка показва слоя в равновесие, след като е настъпил ефекта на Марангони.
Разработено е уравнение за изчисляване на скоростта на появяване на мехурчета в пяна с условието, че мехурчетата са сферични с радиус {\displaystyle r}:
{\displaystyle u={\frac {2gr^{2}}{9\eta _{2}}}(\rho _{2}-\rho _{1})\left({\frac {3\eta _{1}+3\eta _{2}}{3\eta _{1}+2\eta _{2}}}\right)\!}
където скоростта е в единица cm/s. ρ1 и ρ2 е плътността съответно на газа и течността в g/cm3, а ῃ1 и ῃ2 е вискозитетът на газа и течността в g/cm·s, докато g е ускорението в cm/s2.

## Приложение
В ред случаи за практическата употреба на пяната са важни такива свойства като нейните вискозитет, топлопроводимост, електропроводимост, оптически свойства и други. Пяната намира широко приложение в много промишлени отрасли и в бита:
- В бита: синтетичните миещи вещества използват пяна за почистване на вани, килими и мебели;
- В пожарогасенето: при възпламеняване на резервоари със запалими течности, при наличието на пожар в затворено помещение (сутерени, кораби и самолети);
- В строителството: покривни, хидро- и термо-изолационни основи, звукоизолация на стени;
- В рудодобивната промишленост: използване на пяна за флотация при обогатяването на полезните изкопаеми, изработване на изолационни диги в мините, предотвратяване на замръзването на добивните полигони на открити мини при изключително студени условия;
- За украса на текстилни материали;
- В кулинарията: пяна за напитки, сладкиши, мусове, торти, бисквити и други;
- В сферата на забавлението: дискотеки, концерти и други.

Пяната с твърди тънки стени се използват широко за изготвянето на топло- и звукоизолиращи материали, спасителни средства, опаковки и други.

## Галерия
- Пяна на капучино
- Бирена пяна
- Морска пяна
- Детска игра с пяна
- Комбинацията от диетична кока-кола с ментови бонбони предизвиква „гейзер“ от пяна
- Алуминиева пяна